# Émile Simon
Pour les articles homonymes, voir Simon (patronyme).
Émile Joseph Jules Simon né le 28 février 1890 à Rennes (Ille-et-Vilaine) et mort le 25 septembre 1976 à Clohars-Fouesnant (Finistère) est un peintre français.

## Biographie
Le père d'Émile Simon est ouvrier typographe, sa mère couturière. Il est d’abord élève à l’École des beaux-arts de Rennes, puis obtient une bourse d’études qui lui permet d'entrer dans l’atelier de Fernand Cormon à l'École des beaux-arts de Paris. Il obtient le prix de Rome en 1912 et accepte que Cormon envoie à sa place un concurrent plus âgé qui n’aura plus d’autre occasion de faire le voyage à Rome. Deux ans plus tard, la Première Guerre mondiale éclate et l’empêche de partir à Rome à son tour.
Émile Simon gagne sa vie en dessinant pour des joailliers parisiens. En 1913, il part au Caire où il trouve une place de professeur. Ce séjour lui inspirera par la suite quelques tableaux peints de mémoire comme La Porteuse d'eau du Caire en 1925.
Après sa mobilisation pendant la Première Guerre mondiale, il tombe gravement malade de la grippe espagnole en 1917, et est rapatrié à l’hôpital de Rennes. Il guérit, puis trouve en 1922 un emploi de professeur à l’École des beaux-arts de Nantes dirigée par Emmanuel Fougerat. Il prend pour sujet des paysages urbains nantais comme Le Port de Nantes ou Rue de la Miséricorde, où il habite.
Vers 1930, Émile Simon est victime d’un accident de moto sur la route de Rennes où il perd l'œil gauche, mais caché si bien son infirmité que personne ne s'en aperçoit. Il épouse une jeune modèle qui meurt trois ans plus tard. Il rencontre alors son élève Madeleine Fié-Fieux qui l’aide à acheter une maison à Nantes pour lui et sa mère.
Il puise son inspiration dans les paysages bretons et les habitants de cette région dans leurs activités traditionnelles et quotidiennes.
À la veille de la Seconde Guerre mondiale, Émile Simon vit à Nantes, mais peint en Cornouaille : La Vue de Locronan, Fier Bigouden, L’Entrée de Messe à Pont Croix, Le Calvaire de Saint Evi, Les Vieilles Coques de Camaret, Sur le Départ…[réf. nécessaire]
La guerre qui menace lui inspire L’Alsace Meurtrie, tableau qui reçoit en 1970 la médaille d’honneur du Salon des artistes français.
En 1943, il s’installe au manoir du Squividan à Clohars-Fouesnant (Finistère) avec l'artiste-peintre Madeleine Fié-Fieux et son mari. Après la guerre, il doit retourner à Nantes comme directeur de l’École des Beaux-Arts. Il n’y reste qu’un an, et en 1947 s’installe définitivement au Squividan.
Dans ce coin de verdure et de tranquillité, il va continuer l’essentiel de son œuvre.
Il parcourt inlassablement les routes de Bretagne, cherchant le paysage, la scène de vie rustique, les ports, les vieilles rues, les personnages typiques.
Il peint Vitré, Josselin, Vannes, Tréguier, Dinan, Quimper, ces villes anciennes qui l’ont charmé. Il fixe les paysages du Finistère avec Guissény, Porspoder, Camaret, Douarnenez, Pont-Croix, Audierne et Penmarc'h. Il peint l’intérieur des terres avec Rumengol, Lannédern, La chapelle Saint-Côme près de Chateaulin. Il est séduit aussi par Auray et ses environs, Saint-Goustan, Saint-Avoye, Plescop.
Il peint aussi des scènes de genre comme Le Fier Bigouden, Le Repos des Musiciens, Le Maire, Le Joueur de Dames, Le Retour des Champs et brosse le Portrait de Madeleine Fié-Fieux[réf. nécessaire].
À l’abri des soucis financiers grâce à ses amis Fié-Fieux, Émile Simon ne vend pas ses tableaux, tous restés au Squividan.
En 1970, il est victime d’une attaque d’hémiplégie qui l'oblige à peindre de la main gauche.
Il meurt au manoir de Squividan, entouré de Madeleine Fié-Fieux, qui fut son assistante et assura la conservation et la promotion de son œuvre.

## Postérité
Afin que survive leur œuvre commune Madeleine Fié-Fieux a légué, peu avant sa disparition, le manoir et le parc de Squividan, son mobilier, ses propres toiles, et surtout les 1336 toiles d'Émile Simon qui s'y trouvaient, au Conseil départemental du Finistère. Le manoir et le parc de Squividan sont désormais Domaine départemental. Le Musée départemental breton de Quimper en assure la gestion, l'inventaire de la collection ainsi que sa mise en valeur publique par le biais d'expositions sur place et de prêts extérieurs. Dans une galerie attenante au manoir un espace muséographique a été aménagé en 2009, exposant une partie de l'œuvre du peintre, présentant une reconstitution de son atelier et les objets originaux lui ayant servi à réaliser ses toiles. Tous les étés, une exposition thématique présente des toiles d'Émile Simon et de Madeleine Fié-Fieux, de nombreux et divers formats. Des panneaux photographiques reproduisant des œuvres des deux peintres ont été placés dans le parc et ponctuent le cheminement du visiteur.

## Œuvres dans les collections publiques
- Clohars-Fouesnant, domaine de Squividan : Le Drennec, chapelle et calvaire, 1960[5]. La chapelle représentée se trouve à Clohars-Fouesnant ;
- Quimper, musée départemental breton : Autoportrait, 1943[6].

## Élèves
- François Caujan, avant les années 1920.